# Schilbe micropogon
Schilbe micropogon és una espècie de peix de la família dels esquilbèids i de l'ordre dels siluriformes.

## Morfologia
Els mascles poden assolir els 20,8 cm de llargària total.

## Reproducció
És ovípar.

## Distribució geogràfica
Es troba a Àfrica: des del Senegal fins al Camerun i, també, a les llacunes costaneres de Nigèria.